# Starro
(Le ultime parole di Starro il Conquistatore nel film The Suicide Squad - Missione suicida)
Starro (noto anche come Starro il Conquistatore) è un personaggio dei fumetti pubblicati dalla DC Comics. È un supercriminale che comparve per la prima volta in Brave and the Bold n. 28 (febbraio-marzo 1960), e fu creato da Gardner Fox e Mike Sekowsky.
Debuttando nei fumetti della Silver Age, il personaggio comparve sia nei fumetti che negli altri prodotti della DC come le serie televisive animate e carte collezionabili.

## Storia di pubblicazione
Il debutto del personaggio avvenne in Brave and the Bold n. 28 (febbraio-marzo 1960) in una storia dal nome "Starro the Conqueror", in cui ci fu anche la prima comparsa della Justice League of America. Starro ricomparve poi in una storia dedicata ad Aquaman di 11 pagine in Adventure Comics n. 451 (maggio-giugno 1971) e in una storia in due parti in Justice League of America n. 189 e n. 190 (aprile-maggio 1981).
Il personaggio ritornò in una storia di un universo alternativo in Captain Carrot and His Amazing Zoo Crew n. 1 (marzo 1982) e comparve brevemente in Crisi sulle Terre infinite n. 9 (dicembre 1985).
Nell'Universo DC post-Crisi, Starro comparve in una storia divisa in cinque parti in Justice League Europe n. da 24 a 28 (marzo-luglio 1991), e fu rinnovato e reintrodotto in JLA Secret Files n. 1 (settembre 1997) e JLA n. 22 e n. 23 (settembre-ottobre 1998). Un'altra versione comparve nel crossover DC Comics/Marvel Comics JLA/Avengers n. 1 (settembre 2003-maggio 2004); Teen Titans vol. 3 n. da 51 a 54 (novembre 2007-febbraio 2008), Green Lantern/Sinestro Corps: Secret Files n. 1 (febbraio 2008) e Booster Gold n. 13 e n. 14 (dicembre 2008-gennaio 2009).
Una versione umanoide comparve in una storia di 13 parti in R.E.B.E.L.S. n. 1 (aprile 2009-aprile 2010) ed in un numero speciale delle "origini" in R.E.B.E.L.S. Annual n. 1 (dicembre 2009).

## Biografia del personaggio
Starro è un alieno che somiglia ad una gigantesca titanica stella marina che, arrivato sulla Terra, mise gli abitanti di Happy Harbor e del Rhode Island sotto controllo mentale. Gli eroi Aquaman, Flash, Hal Jordan, Martian Manhunter e Wonder Woman, uniti in una squadra, riuscirono a sconfiggerlo. Infine lo ricoprirono di calce viva (su suggerimento di Snapper Carr) così da annullare le sue abilità.
Un segmento di Starro sopravvisse, e si rigenerò in una creatura completa, ma fu fermato da Aquaman prima che potesse rinnovare il suo piano di conquista. Starro riapparve a minacciare nuovamente la Terra, dopo essersi ancora una volta rigenerato da un piccolo pezzo del suo corpo precedente. Prese il controllo mentale di un giovane ragazzo, che lo trovò mentre pescava, e successivamente di tutta la sua famiglia, che lo nutriva affinché rigenerasse tutta la sua anatomia di stella marina. Starro inoltre li costrinse a trasportarlo a New York, dove mostrò per la prima volta la sua capacità di riprodursi asessualmente in milioni di miniature duplicate di se stesso, che si attaccano ai volti di esseri umani e li pongono sotto il suo controllo mentale. Starro ha usato queste "spore" per controllare diversi membri della Justice League, mentre schiavizzava l'intera popolazione di New York, ma venne sconfitto con condizioni estreme di freddo prima che potesse portare a termine il suo piano per diffondere le sue spore in tutto il pianeta.
Quando Superman investigò su uno strano fenomeno che costrinse gli abitanti di Metropolis a comportarsi da scimmioni, fu accidentalmente trasportato in un universo alternativo e arrivò su Terra-C. Incontrando la squadra di animali senzienti chiamata Capitan Carota e la sua Stupefacente Squadra Zoo, Superman aiutò questi eroi antropomorfi a sconfiggere l'alieno, in una battaglia che ebbe luogo sul pianeta Plutone. Infine, Superman riportò lo sconfitto Starro nel suo universo d'appartenenza.
Starro convinse la Justice League Europe che desiderava ritornare nello spazio. Aiutato dalla ex-Lanterna Verde Kilowog, Starro ritornò sulla sua nave originale, che una volta riparata fu lanciata fuori dall'atmosfera terrestre. Tuttavia, Starro tradì la Justice League quando fece esplodere la sua nave, rilasciando milioni di versioni più piccole di se stesso su tutta l'Europa orientale. Assumendo il controllo di migliaia di umani, Starro acquisì potere, mentre numerosi membri della Justice League Europe si opponevano all'alieno. La squadra ebbe un contrattempo quando Starro prese il controllo di Martian Manhunter, sebbene la gigantesca stella marina fu finalmente sconfitta quando il membro della Justice League Ice congelò la creatura originale.
Riferendosi a se stesso come "Lui", un'altra versione di Starro prese il controllo di Flash e della popolazione di Blue Valley. Sebbene la JLA volle intervenire, gli fu sconsigliato dall'entità dello Spettro, che rivelò le vere intenzioni dell'alieno: catturare e controllare gli eroi e utilizzarli come armata per conquistare la galassia. La JLA chiese allo Spettro di rimuovere temporaneamente i propri poteri, così ne approfittarono per distrarre Starro, permettendo a Batman di sconfiggerlo con il freddo estremo.
Questo Starro si rivelò essere un esploratore di una versione più grande della creatura chiamata "lo Starro conquistatore". Coprendo la maggior parte dell'Europa, Starro schiavizzò la razza umana mentre dormivano. Il membro degli Infiniti, Sandman Daniel, aiutò la JLA, e i membri della squadra sconfissero l'alieno nel mondo dei sogni. Coadiuvati da un senzatetto che resisteva al controllo di Starro, gli eroi liberarono l'umanità dall'influenza dell'alieno. Sandman catturò Starro e lo mise tra gli altri trofei dei combattimenti.
Un'altra versione di Starro si batté contro la squadra di supereroi di un universo alternativo, i Vendicatori, quando Krona fuse temporaneamente i due universi.
Durante la Crisi infinita, Starro comparve come membro della Società segreta dei supercriminali di Alexander Luthor Jr..
Starro ritornò su Terra-C (ora soprannominata Terra-26) dove diede inizio ad una guerra tra le creature di terra e quelle acquatiche. Nonostante gli sforzi della Squadra Zoo, Starro inondò l'intero pianeta e li sconfisse. Furono quindi trasportati fuori dal loro mondo con gli altri sopravvissuti da un'altra squadra di animali, i Just'A Lotta Animals. Il membro della Squadra Zoo Pig-Iron si sacrificò, e si batté contro Starro sott'acqua per permettere agli altri di fuggire.
Un'altra versione di Starro ricomparve come membro dei malvagi Sinestro Corps, indossando cinque anelli del potere gialli per controllare numerosi super criminali. La creatura fu infine distrutta da una versione futura di Flash.
Una versione futura di Starro affascinò mentalmente il Maestro del Tempo Rip Hunter, utilizzando la sua tecnologia per il viaggio temporale per conquistare la Terra retroattivamente. Booster Gold riuscì con successo a sopraffare le azioni di Starro, e la creatura fu infine messa fuori combattimento nel futuro dall'eroina Lady Chronos.
Starro prese il controllo della L.E.G.I.O.N. nel tentativo di prendere il controllo dell'universo. Si scoprì che il "maestro" Starro era un telepate umanoide potenziato da una gigantesca armata di droni, ed era il leader di una forza di soldati disposti a mantenere il libero arbitrio.

## Poteri e abilità
Starro è un alieno che somiglia ad una gigantesca stella marina. Una creatura asessuata, Starro è in grado di generare cloni che agiscono in accordo con la volontà dell'originale. I cloni sono parassiti per natura, e possono attaccarsi al volto degli umanoidi, e successivamente prendere il controllo sul sistema nervoso centrale, controllando così l'ospite. Il controllo sull'ospite si perde una volta che il clone viene rimosso.
La creatura è anche capace di proiettare energia, di volare, cambiare colore e possiede un alto grado di invulnerabilità.

## Altri media

### Televisione
- Starro comparve in un episodio della serie animata The Superman/Aquaman Hour of Adventures.
- Starro ebbe un cameo nell'episodio in due parti "L'ultimo Zariano" della serie animata Superman. Lo si vide nella cella di Conservazione Galattica. Lui e tutte le altre creature conservate in quelle celle furono salvate da Superman e portate nella Fortezza della solitudine, assieme alle altre creature.
- Starro comparve nell'episodio in due parti "La Justice League" della serie animata Batman of the Future. Molti anni dopo gli eventi de "L'ultimo Zariano", Starro fece la sua mossa e si allacciò a Superman mentre l'eroe gli dava da mangiare. Starro si nascose al fine di generare dei cloni di se stesso, e quando arrivò il momento di agire, utilizzò Superman per sconfiggere la Justice League. Quando infine Superman fu sconfitto nella Fortezza della Solitudine, scoprirono un mini Starro su di lui. Durante il suo combattimento contro il Superman-Starro, Batman utilizzò un rampino elettrico per batterlo. Dopo che tutti i mini Starro furono messi in contenimento, Aquagirl comunicò con loro e utilizzò la loro sapienza per fare sì di immettere le coordinate del loro mondo d'origine nel boom-dotto di Big Barda, così da potervi ritornare.
- Starro comparve in diverse occasioni nella serie animata Batman: The Brave and the Bold. In "La vendetta dei the Reach", gli Starro emersero da una meteora cadente che si schiantò su Dinosaur Island e si attaccarono ai Challengers of the Unknown. In "La forza dei metalli!", gli Starro si fecero strada verso Atlantide al fine di possedere gli Atlantidei, Mera, Arthur Jr., e Fluke il Delfino. Quando Aquaman ne venne a conoscenza, incontrò i Faceless Hunters che gli fecero da Araldi durante la "Grande Invasione degli Starro". Aquaman fu sopraffatto e portato via dagli Starro. In "Il potere di Shazam!", i Faceless Hunters sconfissero la maggior parte degli eroi della Terra (tra di loro, Blue Beetle, Freccia Verde e Speedy, Flash, Plastic Man, OMAC, Black Canary, Hawk e Dove, Tigre di Bronzo, Cacciatrice, Wildcat, Dottor Mid-Nite, Hourman, Mister Miracle e Big Barda, gli Outsiders (Black Lightning, Katana e Metamorpho), Fire, Hawkman e Lanterna Verde) e piazzarono degli Starro su tutti loro.
- Nella prima stagione della serie animata Young Justice, Starro viene fermato dagli abitanti di Atlantide ma l'organizzazione guidata da Lex Luthor e Vandal Savage (nota come "La Luce") utilizzerà poi un suo frammento per ricavare un dispositivo tecno-magico-organico per il controllo delle menti chiamato "Starro-Tech" con cui schiavizzare l'intera Justice League.

### Cinema
- Starro comparve in un cameo alla fine del film d'animazione Justice League: The New Frontier (2008).
- Starro il Conquistatore compare per la prima volta come uno dei due antagonisti principali nel film del DC Extended Universe The Suicide Squad - Missione suicida (2021). Nel film egli è un alieno a forma di stella marina facente parte del "Progetto Starfish" ed è imprigionato nell'isola di Corto Maltese dentro all'ex-prigione nazista Jotunheim. L'appellativo di "Conquistatore" gli viene conferito per la prima volta dal folle scienziato Thinker in maniera dispregiativa. A differenza dei fumetti, coloro che vengono infettati dalle sue spore vengono immediatamente uccisi e trasformati in zombie: le spore sono dotate di forza sovrumana (ma muoiono velocemente se non trovano un ospite) ed è grazie ad esse che Starro può parlare con le altre persone. Rimuovere una spora lascia il cadavere dell'ospite senza più la faccia, dato che essa sembra essere stata corrosa e sostituita dalla spora. Una volta libero di vagare nello spazio, Starro venne catturato dagli astronauti americani e sottoposto ad esperimenti per conto del governo statunitense, che assunse il crudele genetista Thinker e utilizzò l'isola di Corto Maltese come sede del suo laboratorio: per trent'anni l'alieno subì esperimenti disumani che lo spinsero ad odiare l'umanità per averlo rapito e usato come arma. La Squadra Suicida viene inviata sull'isola per distruggere le prove del progetto Starfish dopo che il suo governo è stato rovesciato dal dittatore Silvio Luna, ma  nel corso della missione  l'alieno viene accidentalmente liberato e dopo aver fatto a pezzi per vendetta Thinker inizia a controllare l'esercito e a distruggere l'isola dopo essere stato attaccato dai militari. Inizialmente risparmiati perché responsabili della sua liberazione, i superstiti della squadra decidono di affrontarlo per salvare l'isola, ma lo scontro si rivela arduo e Polka-Dot Man viene ucciso dopo averlo ferito gravemente: aiutata da Harley Quinn tuttavia la giovane Ratcatcher II riesce ad uccidere l'alieno, facendolo divorare dall'interno dai suoi ratti. In punto di morte, Starro sembra rimpiangere i tempi in cui poteva vivere pacificamente nello spazio, lasciando intendere di non essere diverso dai membri della squadra, essendo anch'esso un prigioniero torturato e costretto a fare cose terribili contro la sua volontà.
- Starro compare anche come antagonista principale nel film d'animazione Batman and Superman: Battle of the Super Sons (2022).

### Videogiochi
Starro appare nei seguenti videogiochi:
- Scribblenauts Unmasked: A DC Comics Adventure
- Infinite Crisis, come personaggio giocabile
- Batman: Arkham Knight, nel DLC "Batgirl: Una questione di famiglia", appare come cameo immobile all'interno di un serbatoio nel parco di divertimenti del Joker.